# Mijaíl Klimkovich

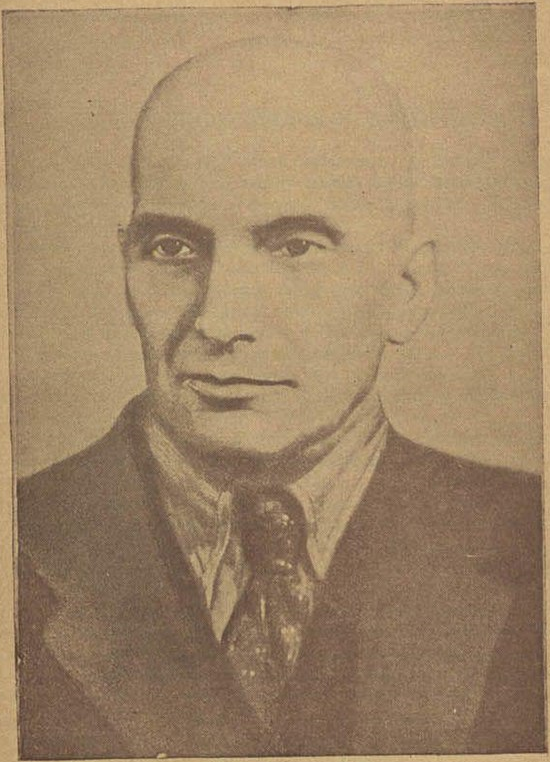
Fotografía de Mijaíl Klimkovich (1947)

Mikhas (Mijaíl) Klimkovich (en ruso: Михаил Климкович: ; en bielorruso: Міхась Клімковіч) (20 de noviembre de 1899 – 5 de noviembre de 1954) era un  poeta, libretista, y autor.  Compuso la letra del Himno de la RSS de Bielorrusia, y coescribió las letras al Himno de la República de Bielorrusia.

## Biografía
Terminando un instituto pedagógico de cuatro años, se involucró en la enseñanza, posteriormente se unió a las fuerzas comunistas revolucionarias durante el colapso del Imperio ruso, luchando en el Ejército Rojo durante la Guerra Civil rusa. Entre 1932 y 1937 fue miembro del comité organizativo a cargo de las actividades educativas del Sindicato de Escritores de Bielorrusia antes de ser elegido primer presidente de la Unión de Escritores de Bielorrusia en 1934.
Aparte de un número de poemas importantes, Klimkovich escribió la trilogía dramática Georgy Skaryna y escribió libretos para varias óperas y un ballet.